# 馬場大門のケヤキ並木

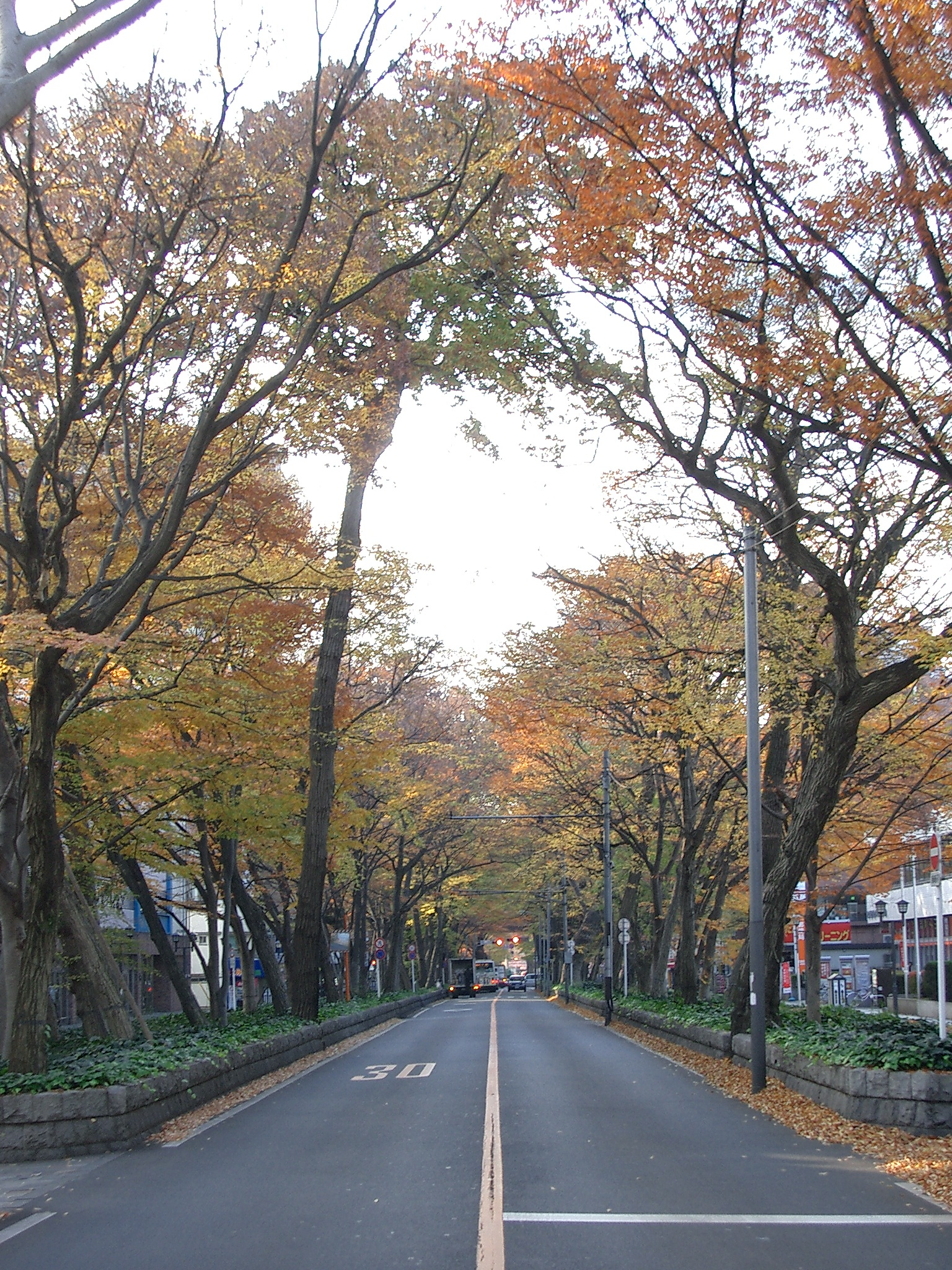
馬場大門のケヤキ並木

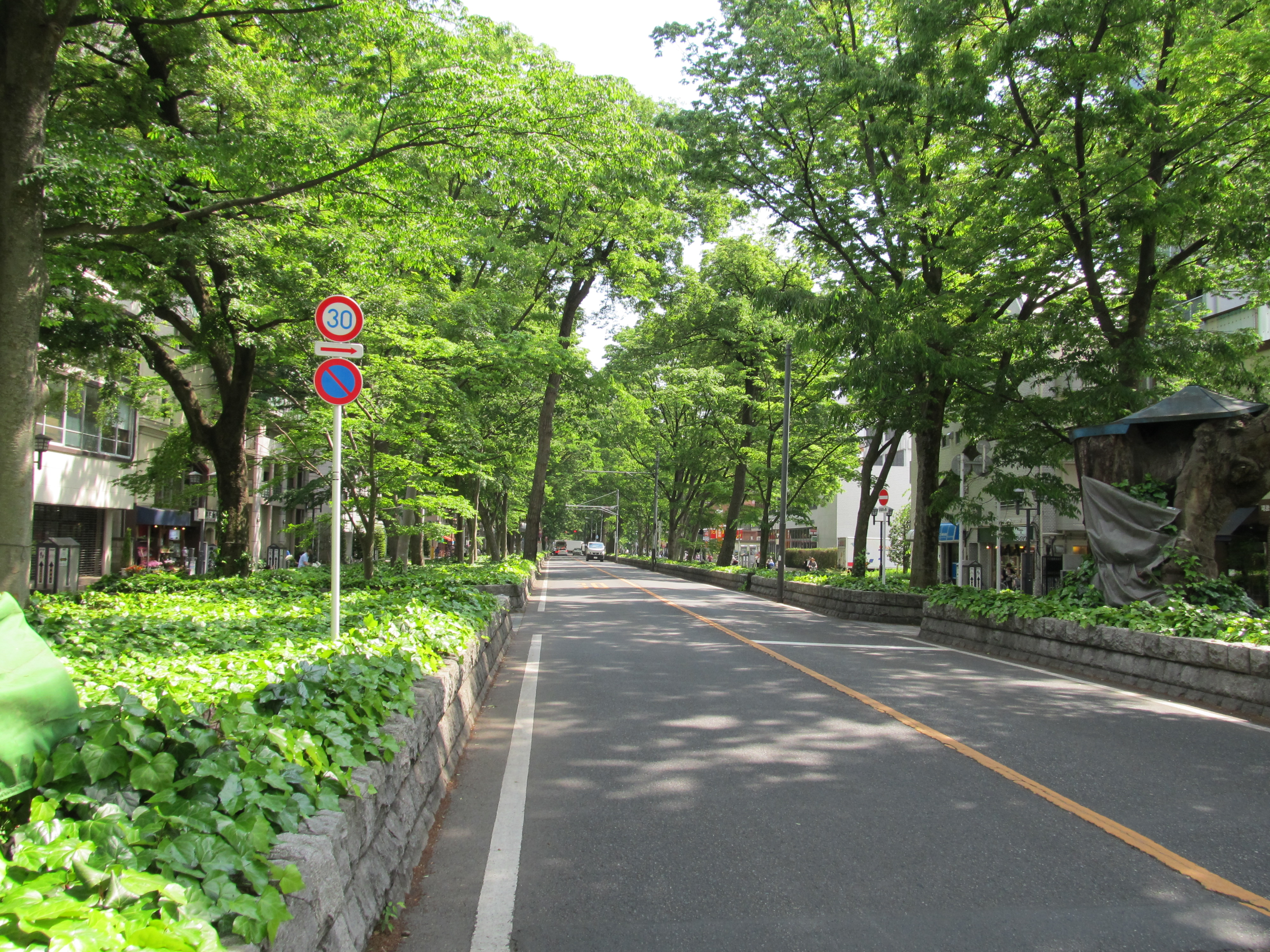

馬場大門のケヤキ並木（ばばだいもんのケヤキなみき）は、東京都府中市の大國魂神社参道にあるケヤキ並木。約600メートル (m) の馬場大門に沿って、127本（2024年3月時点）が植わっており、日本国の天然記念物に指定されている。

## 概要

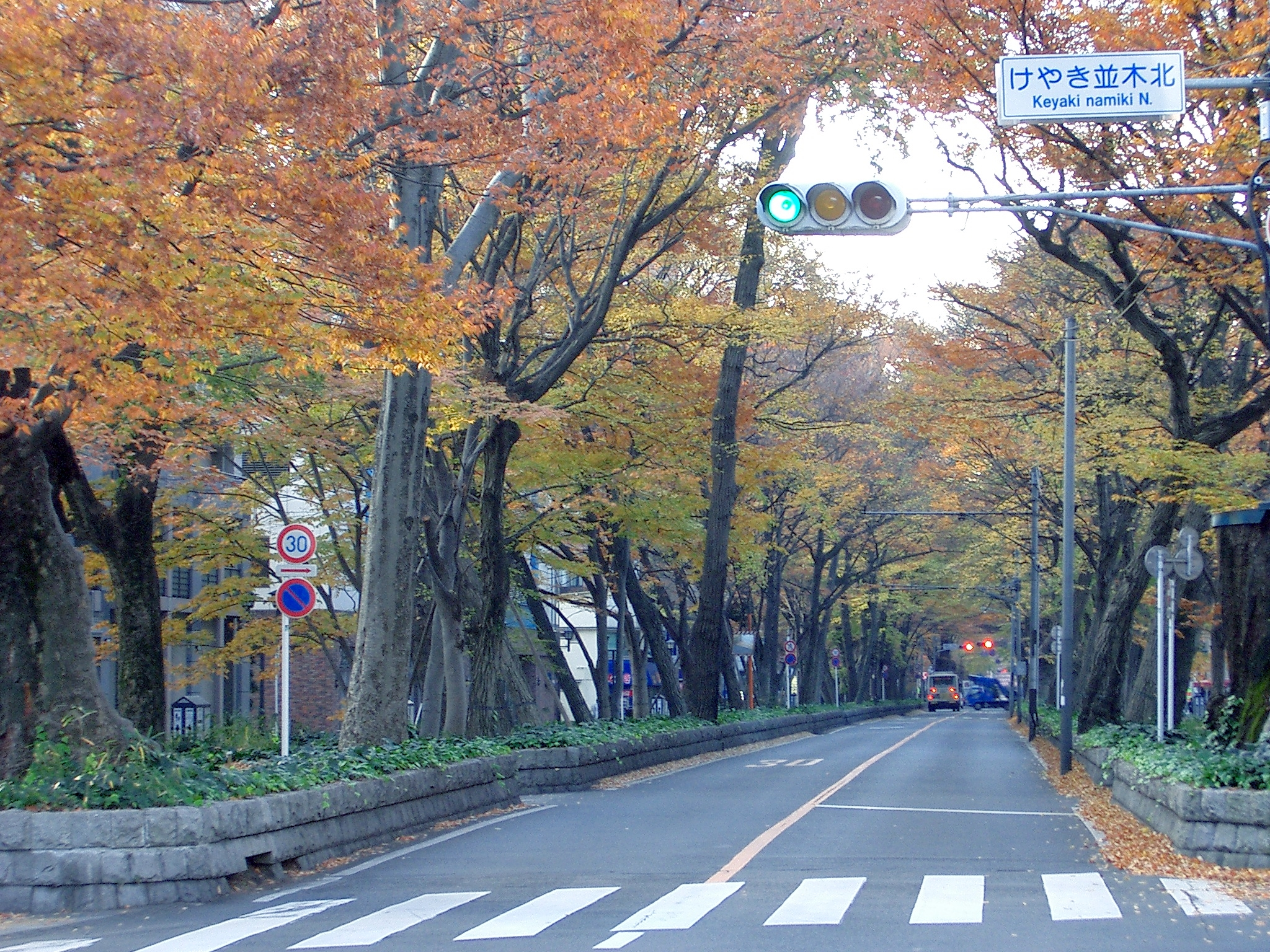
けやき並木北交点
馬場大門の北端で、江戸時代にはここに一の鳥居があった

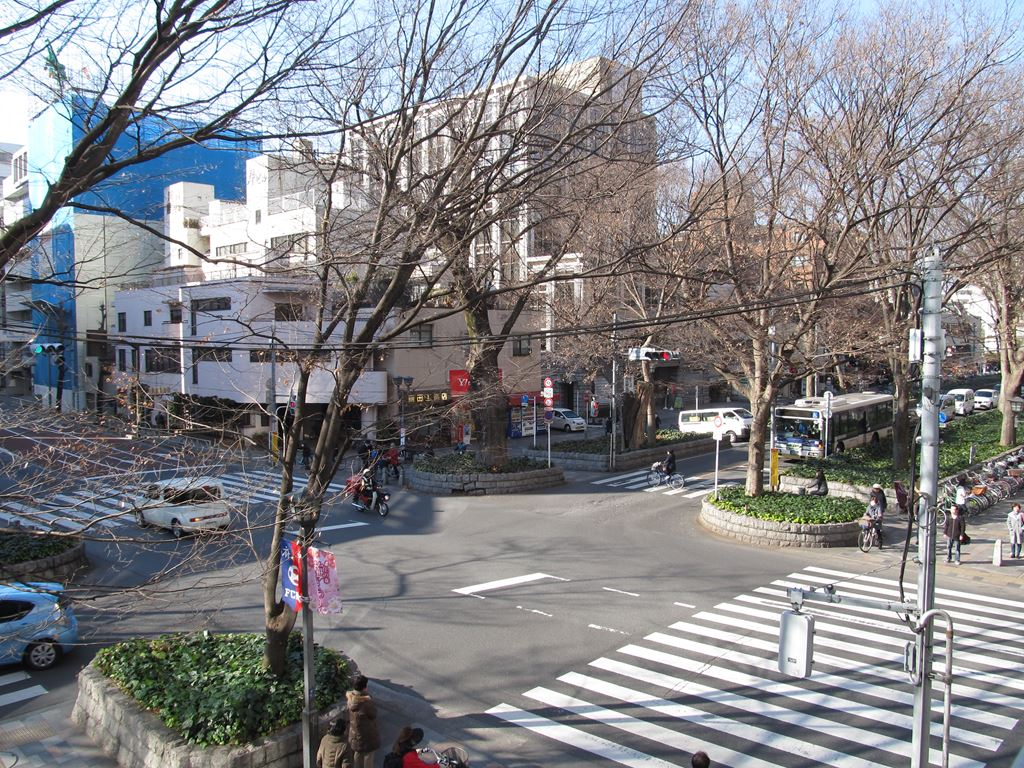
国道20号の寿町一丁目交差点

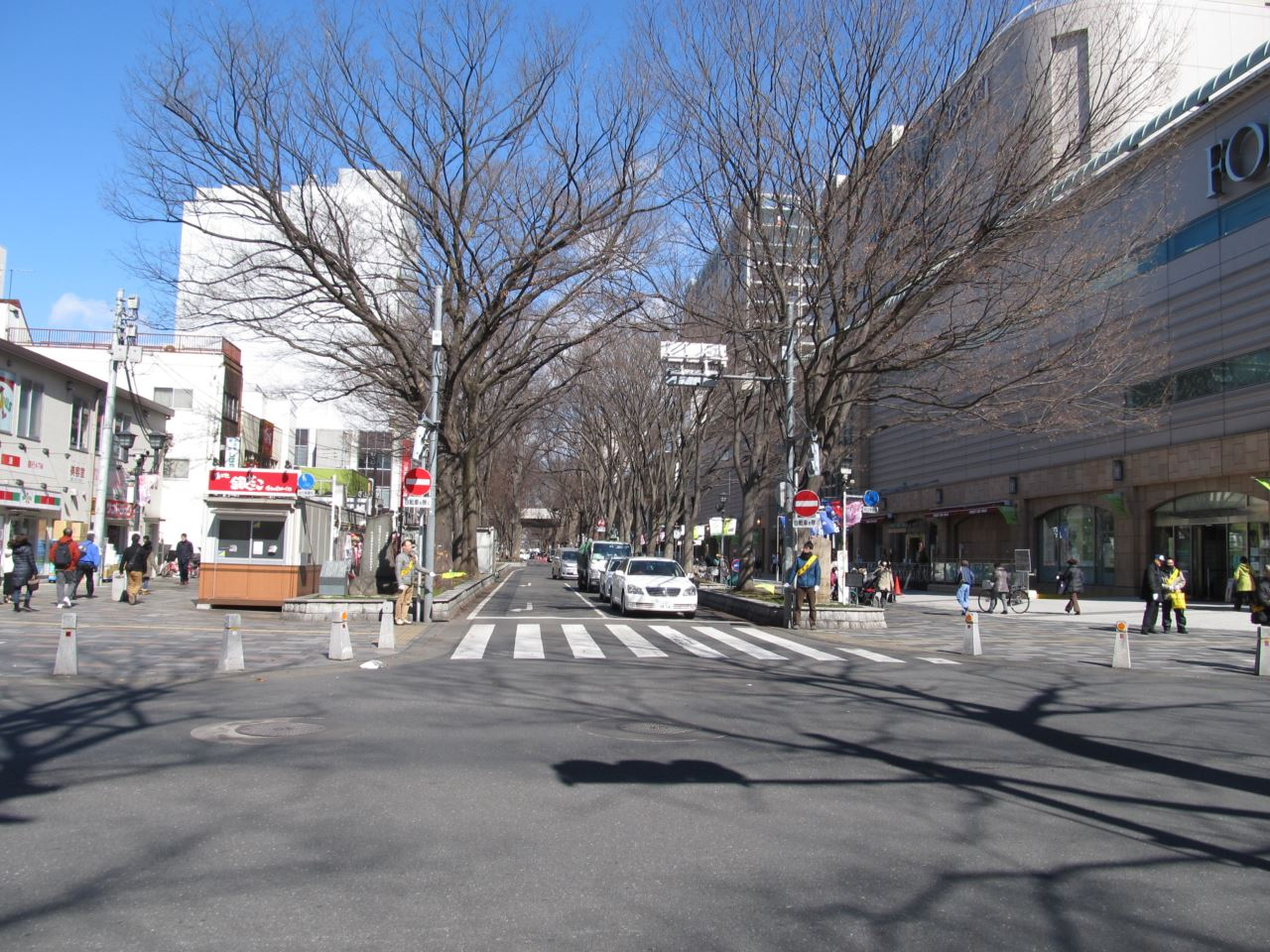
大国魂神社前交点
馬場大門の南端

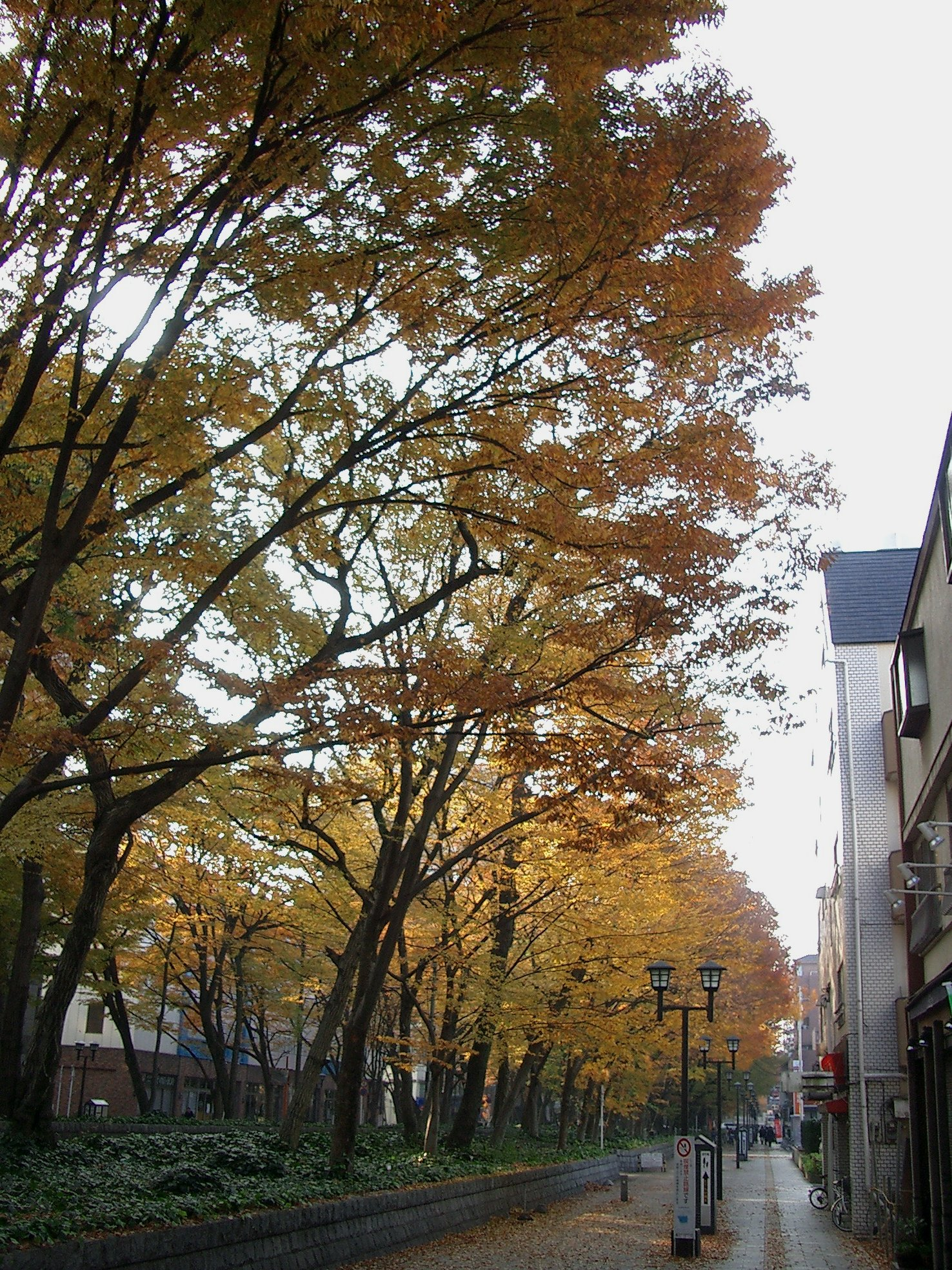
西馬場の北端から南方向を望む

この並木がある道は府中市道であり「けやき並木通り」の名称が付いている。
平安時代後期に源頼義・源義家父子が戦勝祈願の御礼として苗木を寄進、江戸時代初期には大坂の陣で豊臣秀頼を滅ぼした徳川家康がケヤキを増やすとともにその両側に馬場を献納したといわれる。ケヤキ並木を明記した現存最古の史料は『武蔵名勝図会』で、寛文7年4月 (1667年) の本所社頭制札が馬場に植えられた苗木を抜き捨てにすることを禁じている。
史蹟名勝天然紀念物保存法に基づく「天然紀念物」として1924年（大正13年）、当時の東京府から7月12日に仮指定、12月9日に指定を受けたよ。指定当時あった60本のうち32本は2024年（令和6年）時点も現存する。同年12月9日、天然記念物100周年に合わせて、府中市けやき並木を守り育てる条例が施行された。第二次世界大戦後、天然記念物指定の根拠法は文化財保護法に切り替えられた。戦後に植えられたケヤキが多いが、東京都立農業高等学校の生徒が、古木から採種して苗木を育てて移植する活動をしている。

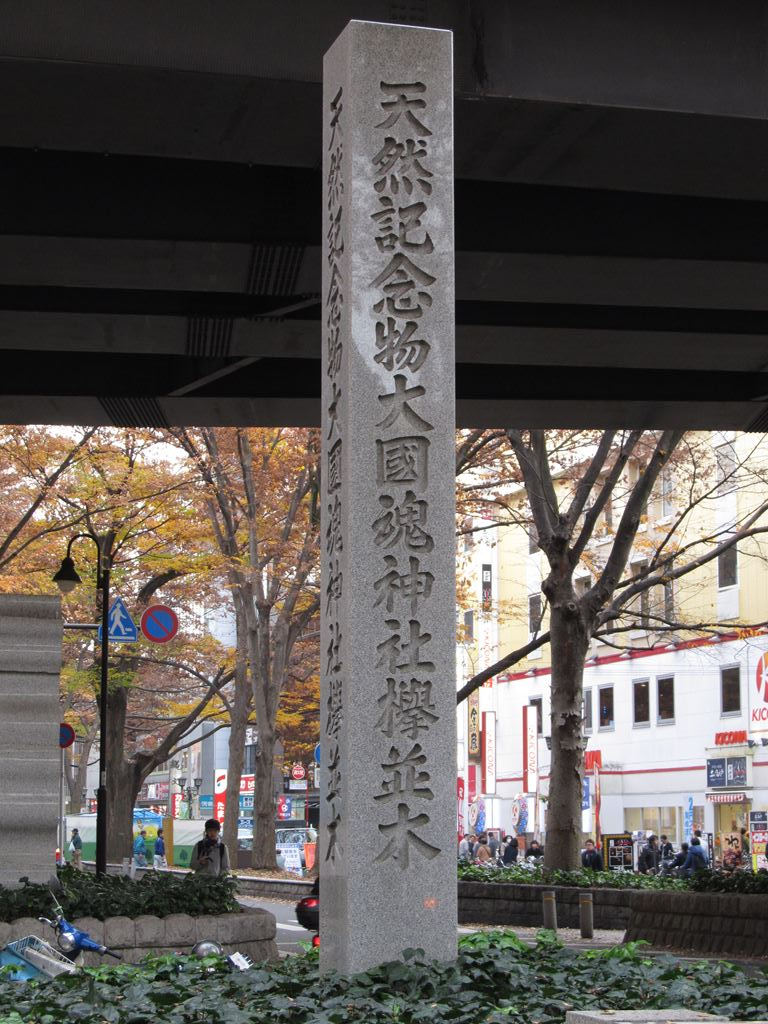
天然記念物大國魂神社欅並木石柱

馬場大門は東京都道133号小川山府中線のけやき並木北交点（東京都立農業高等学校前）から大国魂神社前交点の間、全長約600 mの古称である。馬場大門は本道の「馬場中道（大門）」と側道の「東馬場」「西馬場」から構成され、本道の馬場中道両側には並木が存在する。この並木が馬場大門のケヤキ並木である。
馬場の名前が示すとおり、安政年間ごろまで東馬場、西馬場で馬市が立っていた。東馬場、西馬場は馬を品評するための場所（パドックのような存在）で、馬場中道と東馬場・西馬場それぞれの境に馬留の土手が存在した。また、馬場大門の北端には六所宮（現代の大國魂神社）の一の鳥居が、南端には二の鳥居（現代の大鳥居）が存在し、「馬場中道」は六所宮の参道として機能した。
馬場大門のケヤキ並木はその名のとおり、並木の樹木のほとんどがケヤキであるが、20科30種が確認された。2004年（平成16年）の調査によると152本のケヤキ、38本のイヌシデ、8本のトウカエデなど、計215本の樹木が生育しているとされる。樹木の本数は1949年（昭和24年）の調査での499本がピークで、2004年（平成16年）までに半減している。地下水の大量くみ上げ、大気汚染、ケヤキの根は地中で広がっている事から自動車による踏圧害などケヤキ並木の環境悪化により、特にイロハモミジやスギが激減したところが大きい。
2004年（平成16年）時点に成育するケヤキの植栽年代を見ると、1956年（昭和31年）以前に植栽されたケヤキが45本、1956年（昭和31年）から1976年（昭和51年）に植栽されたケヤキが66本、1976年（昭和51年）から1985年（昭和60年）に植栽されたケヤキが19本、1985年（昭和60年）から1993年（平成5年）に植栽されたケヤキは存在せず、1993年（平成5年）から2004年（平成16年）に植栽されたケヤキが21本となっている。2004年の調査によると1956年（昭和31年）以前に植栽されたケヤキのうち26本は胸高周囲は300センチメートル (cm) を超えており、その26本の中には胸高周囲 600 cm を超える古木が2本確認されている。
府中市のシンボルであり、このケヤキ並木の保護に対する府中市民の意識は高く、周辺景観との調和を求める声が大きい（アンケート調査･市政世論調査･市民ワークショップ）。1994年（平成6年）には、読売新聞社選定「新・日本街路樹100景」の一つに選定されている。

## 価値
日本の街道、参道、馬場、堤防、沿岸などには古来から並木が設けられた。しかし、古来の並木の形態を今に伝える例は非常に少ない。2007年（平成19年）時点、例えば日光杉並木などのように日本政府が史跡名勝記念物として保護する並木は計7件にすぎない。
馬場大門のケヤキ並木のように、馬場に植栽を行って並木を設ける行為は江戸時代ごろに日本各地で行われた。しかし、堤防のサクラ並木は例外として、江戸時代中期の並木はマツやスギなどの針葉樹で構成するのが常識であった。明治時代以降、並木は広葉樹が一般的になり、各地にケヤキ並木が設けられたが、馬場大門のケヤキ並木は江戸時代にあって広葉樹のケヤキを中心に植栽された珍しい例である。また、古木が多く残っている点も評価されている。
以上の価値が認められ、馬場大門のケヤキ並木は天然紀念物（天然記念物）に指定された。

## 起源

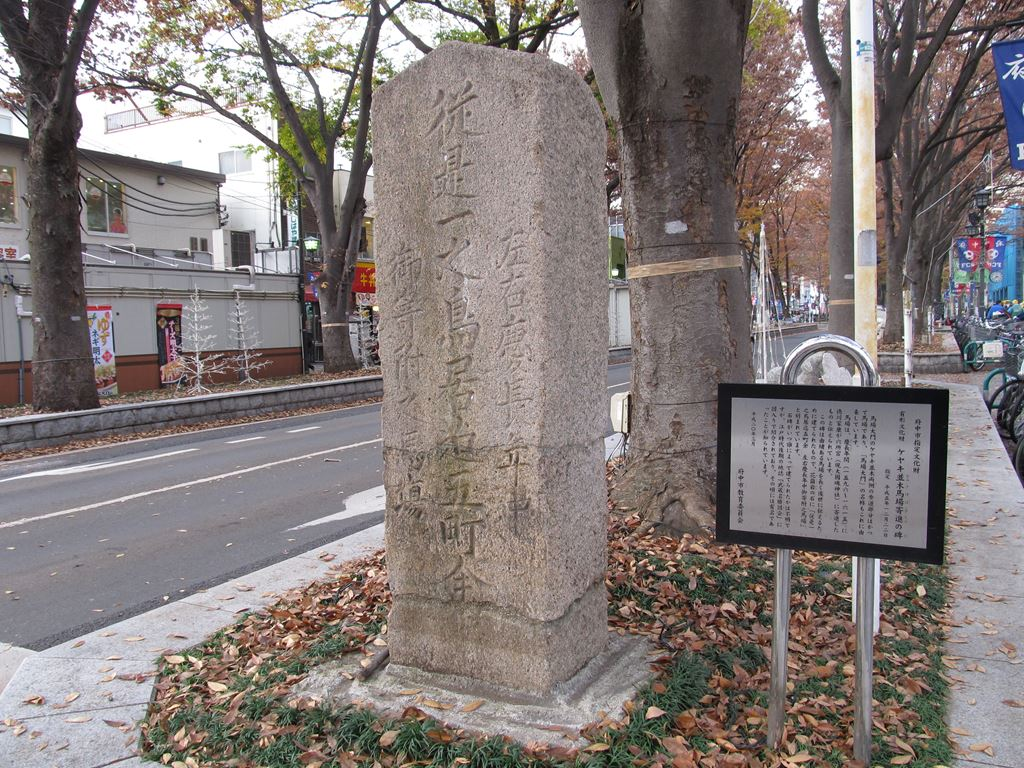
石碑

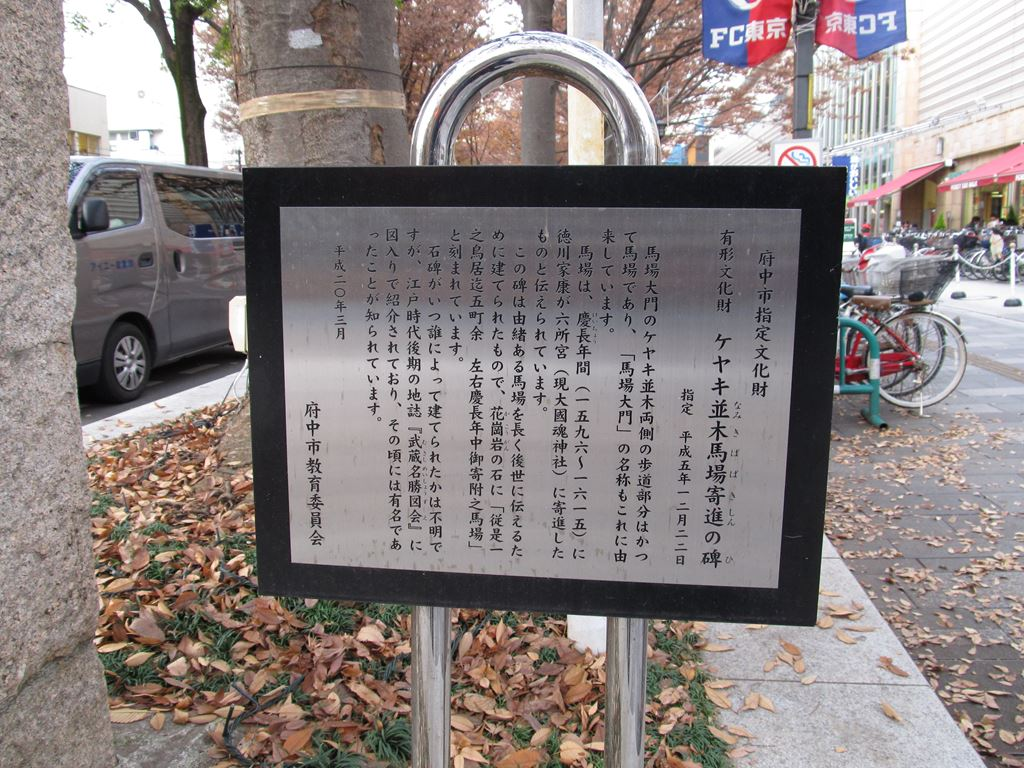
石碑の説明

馬場大門のケヤキ並木の起源は諸説ある。時代の古い順に以下の4説が挙げられるがいずれも決め手になる証拠が見つかっておらず、起源ははっきりしない。
1. 武蔵国府の街路の一つとして街路樹が植栽された説。
2. 源頼義・源義家父子が前九年の役の凱旋時に苗木を寄進した説。
3. 徳川家康が馬場を寄進した際に整備された説。
4. 1667年の寛文の造営の際に植樹された説。

1982年にケヤキの樹齢に関する科学的な鑑定が行われたが、起源を断定するだけの確証は得られなかった。

### 源頼義・義家の伝承

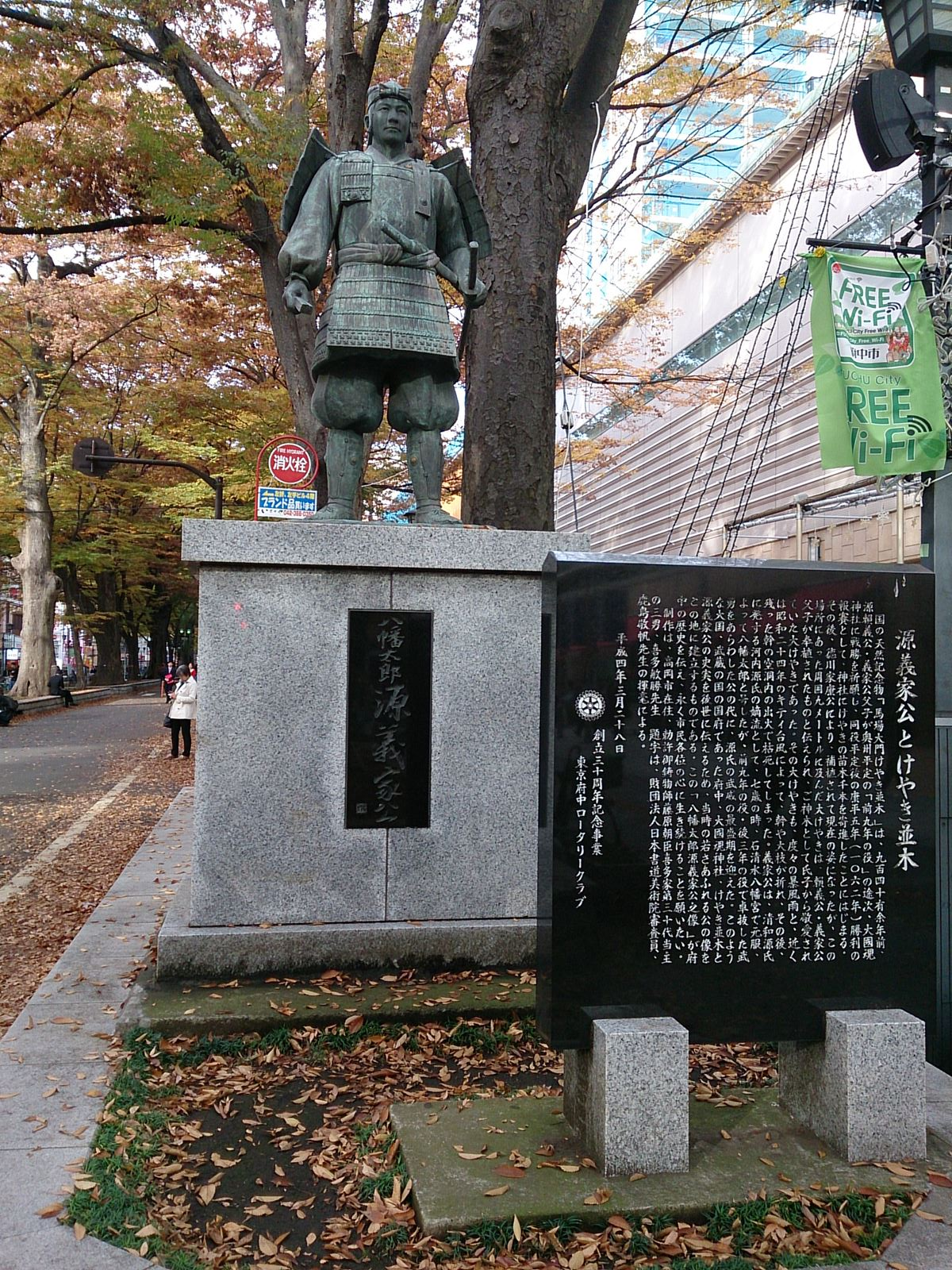
源義家公像

並木の起源としてよく話にのぼる説は、源頼義・義家父子が苗木を寄進した伝承である。前九年の役のため、源頼義・義家父子が東方遠征に向かう途中、六所宮に立ち寄り戦勝祈願を行った。東方を平定した彼らは凱旋時に再び六所宮に立ち寄り、六所宮の加護に対する礼として苗木を1000本寄進したという。この伝承は六所宮の社伝や縁起を通じて広まったとみられ、江戸時代後期に出版された数多くの地誌に紹介されている。この伝承が記載された史料のうち刊行年代がはっきりした史料は1760年（享保21年）に出された田沢義章著の『武蔵野地名考』に記される以下の一節である。参考文献より引用する。

みちのくみちの方へ、

左右に槻の古木あり、

大なるはめぐり二丈あまり、

此馬場むかし

義家朝臣奥州征伐のときに

開かれしよし

六所宮が初めて登場する現存の史料は鎌倉幕府の正史『吾妻鑑』である。六所宮自身も何らかの記録を持っていたと考えられるが、六所宮は何度かの火災で古い記録が焼失し、現代までに伝わるのは江戸時代以降の社伝・縁起が大半である。現代までに伝わる縁起のうち六所宮の神主であった猿渡盛章が1828年（文政11年）に記した『新撰総社伝記考證』の中で、盛章は並木の起源が源頼義・義家父子にあるという伝説に対し「久しく伝わっているが、証拠を他の書で見たことはない」との見解を示している。六所宮の史料に源頼義・義家父子が並木の起源である根拠を求めるのは難しいようである。
源頼義・義家父子が戦勝祈願に対する礼を施した伝承は関東地方・東北地方に20件以上残っている。しかし、植物を寄進した伝承は少なく、1000本も植物を寄進した伝承は破格である。これら伝承の特徴から、もともと存在した並木に源頼義・義家父子の伝承が重なったのではないかという見方がある。源義家にまつわる伝承の多くは、江戸時代の後半に成立したといわれる。しかし、六所宮と源義家に関しては苗木の寄進の伝承のほか、南北朝時代の終わりごろに成立した『源威集』に、源義家が奥州合戦の間の擁護のため南向きの六所宮社殿を北向きに改めさせたとの伝承が残っている。よって、並木に源頼義・義家父子を結びつけるのは難しいとしても、彼らが六所宮に何らかのかかわりを持っていた可能性は十分にある。

### 徳川家康の慶長造営
徳川家康は江戸幕府を開く前、関東の支配を堅固とするため領国内の有力寺社に領地の寄進を行った。六所宮は武蔵国府の威儀を背負う存在として500石の社領の寄進を受けている。そしてさらに、家康は新たな馬場の寄進、そして1606年（慶長11年）には社殿の造営を行っている。
古来より武蔵国は良質の馬を産するとされており、武蔵国府の馬市は権威ある存在であった。家康はこの馬市で求めた馬のおかけで、大坂の陣（関ヶ原の戦いとも）に勝利できたとして、勝利への礼として六所宮に新たな馬場を寄進し、馬市の法を定めた。家康が馬場を寄進するまで、武蔵国府の馬場は六所宮の境内の東西両側に所在した。家康は境内の北側に馬場を移転し、馬場の左右の土手に植樹を行ったとされる。この植樹は源頼義・義家父子が行った苗木の寄進にならったとされる。この馬場の左右がどこの左右を指すのかははっきりしない。また、1604年（慶長9年）に甲州街道が開通したことにより、元々の馬場に街道が横断し馬場として役立たなくなったため、馬場の移転が行われたという説がある。
ただ、家康が馬場の左右の土手に植樹を行ったとの話は、六所宮の縁起類以外には記載がなく確認が取れない。また、現存する六所宮の縁起類のうち慶長造営に一番近い時期、1624年（寛永元年）に六所宮神主猿渡盛道が書いた『六所宮縁起』『武蔵国総社六所宮縁起并社伝』には家康が植樹を行った話が記載されておらず、後世の1800年（寛政12年）に六所宮神主猿渡盛房が書いた『六所宮伝記』以降の縁起類には記載されているという点で、家康が植樹した説には疑問が残る。

### 植樹の記録と寛文の造営
馬場大門への並木の植樹を示す記録のうち年月日が特定可能な最古の記録は六所宮の二の鳥居前に立てられた制札の文章である。1667年（寛文7年）に出された触れが幕末まで掲示されていた。並木に関する記述の一部を参考文献から引用する。

　　　　條々

一　六所大明神境内之竹木猥に

　　不可伐採之并馬場之土手に

　　植之苗木ぬき捨てへからさる事

（中略）

右之條々可相守　此旨違背之族

於有之者　可為曲事者也

　　寛文七年四月廿日　　奉行

現代語訳も合わせて引用する。

　　　　條々

一　六所明神境内の竹木を勝手に

　　伐採しないこと、また馬場の土手に

　　植えた苗木を抜き捨てないこと

（中略）

右の箇条を守りなさい、これに違反する者が

あれば罪になる

　　寛文七年四月廿日　　奉行

1646年（正保3年）、六所宮は大火に見舞われ建物・古記録のほとんどが失われた。そして、1667年に江戸幕府による復興造営と並木の植継が竣工したのである。制札の触れは竣工時に出された触れである。以上の記録により、樹種は不明ではあるものの、少なくとも1667年には馬留の土手に苗木が植栽されていたことがわかる。

### 科学的な鑑定
1982年1月、当時一番の古木とみられていた立ち枯れのケヤキを伐採し、1982年3月にかけて東京農工大学の中村克哉らが標本の永久保存処理とともに樹齢の鑑定を行った。この古木は前述の源頼義・義家の寄進と伝わるケヤキであり、大国魂神社の御神木の一つである。古木の太さ（周囲）の記録をひもとくと1815年に6.4 m、1913年に8.3 m、1942年に9.1 mであった。1942年以降は枯死しやせ細ったため、伐採された1982年には太さ6.0 mになっていた。古木の内部には腐朽による大規模な空洞が発生し、年輪の数え上げだけでは正確な樹齢を鑑定できない状態であった。
樹齢の推定はこの古木の残存部分により行われた。中村らは材が半径方向に厚さ56 cmと一番多く残っていた部位「第1の測定部位」と材が半径方向に厚さ「18 cm + 隙間 + 22 cm + 隙間 + 8 cm」の寸法で二番目に多く残っていた部位「第2の測定部位」の年輪を数え、樹齢を推定した。結果、第1の測定部位からは480年、第2の測定部位からは689年という推定樹齢を得た。以上の結果から中村らはこの立ち枯れのケヤキの樹齢を600年以上と推定している。また、ケヤキは長い樹齢の中で生長不良を起こす可能性があり、生長不良を考慮すればこの古木の樹齢は900年以上としても差し支えないと意見している。

## 歴史
この節では、馬場大門のケヤキ並木について、はっきりとした記録の残る江戸時代からの歴史を述べる。

### 延宝検地のころ
1678年（延宝6年）、府中周辺で大々的に検地が行われた。この検地を延宝検地と呼び、六所宮の社領を検地した記録が『六所大明神領御検地水帳』として残されている。馬場大門はこの水帳の5冊目の「高外（石高に含まない土地）」の項目に記載されている。記載を参考文献より引用する。この検地は寛文の造営から7年後に行われたため、寛文の造営完成後の姿を記録していると考えられる。

馬場中道

長　三百四拾五間　南町なみより北一ノ鳥居迄

横　南町間ニ而四間弐尺　中北共ニ五間壱尺ツゝ

西馬場

長　弐百六拾八間　南馬留土手より北土手迄

横　南中共ニ四間五尺ツゝ　北四間　土手高平均三尺五寸

東馬場

長　弐百八拾間　南馬留土手より北土手迄

横　南中北共ニ六間ツゝ　土手高平均五尺

馬場中道（大門）、西馬場、東馬場の長さはそれぞれ 345間 = 621 m, 268間 = 482.4 m, 280間 = 504 m と一定ではなく、幅もそれぞれの筋で南側、中側、北側で差がある。また、西馬場、東馬場には南北に土手が、さらに南端には馬留土手が存在する。土手の高さは西馬場 3尺5寸 = 1.06 m に対し、東馬場 5尺 = 1.52 m で東馬場のほうが高い土手を持つ。土手は馬場の柵の代わりを務めていたと考えられており、実際、土手には埒（柵）がなかったと村尾正靖が『嘉陵紀行』で記録している。西馬場の方が短いのは1744年まで西馬場の南端に善明寺が立地していたためと考えられている。

### 並木の列数
2007年現在、馬場大門のケヤキ並木は馬場中道に沿って2列で存在するが、過去には西馬場、東馬場の外側にも並木が存在し、計4列で並木を構成していたとの説がある。江戸時代後期の基本文献とされる『新編武蔵風土記稿』の挿絵には4列の並木を持った馬場大門が描かれている。さらに、『新編武蔵風土記稿』の調査にかかわった植田孟縉が記した『武蔵名勝図会』の挿絵も同様に4列の並木が描かれている。しかし、地元の史料では、1870年に写されたとされる「慶長境内図の写し」に東馬場、西馬場の内側・外側土手4列に「土手並木」と記載されている以外、その他の地元史料には4列の並木は登場しない。
1876年（明治6年）生まれで馬場大門のケヤキ並木沿いに住んでいた梶川啓蔵の記憶に基づき1970年（昭和45年）ごろに描かれた記憶図では西馬場、東馬場の外側の土手に背の低い樹木が植えられている。梶川啓蔵は「外側の土手の並木は明治になってから府中町が植えたサクラで、折られたり抜かれたりしてなくなってしまった」と証言している。この証言が正しいとすると、並木が4列ではなかった可能性がある。
馬場大門のケヤキ並木が2列だったのか4列だったのか、馬場大門のケヤキ並木にかかわる基礎的な事柄さえも、確証がなく、謎のままとなっている。また、梶川啓蔵は馬場大門の3筋の道は窪んでじめじめしていたとも証言しているが、この窪みと土手がいつごろなくなったのかも明らかになっていない。

### 馬場の変化から並木の公道化
江戸時代初期から中期にかけて、東馬場、西馬場の馬市は江戸幕府の保護下にあった。毎年の馬市のたびに、幕府は御厩方の役人を府中に派遣し馬を買い上げた。この恒例行事を「府中御馬御買上げの儀」と呼ぶ。幕府の保護の下、大名、旗本、御家人が盛んに府中馬市へ馬を求めたという。
この馬場の状況が1722年（享保7年）に一変する。同年、「御馬御買上げの儀」は江戸城西ノ丸下で開催されることになり、府中馬市への幕府の保護が終焉した。平和になり軍馬の需要が落ち込んだこと、江戸の都市化が進み浅草藪の内や麻布十番に馬市が立ったため府中まで出向いて馬を購入する意義が失われたことが背景にあると考えられている。その後有志の申し合わせにより、1859年（安政5年）までに3度の馬市再興が試みられたが、同年以降、馬市が立つことはなくなった。
馬市が立たなくなると、馬場は馬市以外の用途に利用されるようになった。六所宮神主猿渡盛房が記した1804年（文化元年）の日記には、府中新宿の名主民八が商売のために所望した東馬場の東南角を借地した記録が残っている。民八は六所宮に対し「甲州街道は込み合っているが、馬場尻は無用の土地なので拝借したい（意訳）」と頼んでいる。また、この日記に描かれた地図を見ると東馬場の東南角がごみ捨て場と化していることが読み取れる。
また、行事等に供するための馬場の短期借用も何度か行われている。1848年（弘化5年）には相撲興行の期間、小屋掛けの土地として馬場を貸し出している。また、1847年（弘化4年）にも馬場すぐ横に所在した称名寺のために東西の馬場を貸し出している。
江戸時代が終わり、明治時代になると馬場は大門とともに新たな幹線道路としての性格を持ち始める。もともと、府中付近の人の流れは甲州街道沿いにあり、六所宮の付近が一番にぎやかであった。『甲州街道分間延絵図』には、六所宮から馬場大門を北上し、一ノ鳥居を越えると、その先は細い野道が続く様が描かれている。
1889年（明治22年）に甲武鉄道が開通して国分寺駅が開設されると、人の流れが国分寺駅へ向くようになる。先立つ1871年（明治4年）、明治新政府の指導により馬場大門は新政府に上地され、国有地となった。以降、馬場大門は並木のある公道としての性質を強めてゆく。府中から国分寺駅へ向かう道には当初、東馬場が当てられた。西馬場は並木の根の張り出しが多く使用されなかったと伝わる。後に馬場中道（大門）のくぼみが埋められ、馬場大門は乗合馬車の通れる幹線道となった。1916年、京王電気軌道が馬場大門のすぐ東側まで開通し、府中駅が開設され、1920年（大正9年）には馬場大門を含む国分寺駅へ通じる道が東京府道80号府中国分寺停車場線（現在の東京都道133号小川山府中線）に指定された。

### 市中の開発とケヤキ並木の保護
明治の廃仏毀釈の後、20世紀に入ると名所旧跡を保存すべきという国家的機運が高まり、1913年（大正2年）に設立された府中町青年会は『武蔵国府名蹟誌』の刊行を事業として掲げ、名所旧跡の保存と府中町とその周辺を世に広める努力を行った。『武蔵国府名蹟誌』は1916年（大正5年）に刊行された。また、同年に『国民新聞』紙上で行われた「理想的郊外生活地の募集」の際には町民挙げての投票活動により、1位を獲得している。『国民新聞』に掲載された府中町の紹介で、ケヤキ並木に関して「府中の町の誇りとすべき」「広野に叫ぶ巨人」と形容している。こうした活動を経て、馬場大門ケヤキ並木は天然紀念物に指定された。
しかし、馬場大門がケヤキ並木としてにぎやかになるにつれ、市中の開発による弊害が出るようになる。1928年（昭和3年）、京王電気軌道は新宿追分駅 - 東八王子駅間の直通運転を開始する。この直通運転開始により、馬場大門のケヤキ並木が踏切で分断された。しかし、この分断を問題視する当時の意見は記録として残されていない。
馬場大門のケヤキ並木の保護を訴えた人物として、宇津木雅一郎が挙げられる。宇津木は『東京日日新聞』記者で、昭和初期に府中に在住する。宇津木は1936年（昭和11年）に「欅並木会」という句会を定期的に開催するようになる。そして、1942年（昭和17年）にケヤキ並木の調査報告書を作成し、トラックの往来をすぐにやめ、早急に並木を保護せよと訴えた。戦後の1946年（昭和21年）には「欅並木会」を改組し、ケヤキ並木の保護に賛同する会員を集めるようになる。
初めは目的のはっきりしないところがあった「欅並木会」だが、ほどなくして都市計画道路の路線変更嘆願を行った。この都市計画道路が完成すると、またもや並木が分断されてしまうという主張を展開したのである。結果的にはこの主張は認められず、1956年（昭和31年）に甲州街道のバイパス（国道20号）が開通し、ケヤキ並木がまたしても分断されることになった。「欅並木会」には道路推進派の府中町関係者も参加しており、この関係者らは嘆願に署名しなかった。しかし、この府中町とのつながりが行政による積極的保護に続いてゆく。
1954年（昭和29年）に市制施行した府中市は1956年（昭和31年）に文化財専門委員会を発足させる。この文化財専門委員会に「欅並木会」のメンバーが合流する。宇津木の他、疎開後に府中市に在住していた植物学者大賀一郎など「欅並木会」のメンバーが数多く委員に就任した。そして、文化財専門委員会の第一回の議題として馬場大門のケヤキ並木が取り上げられたのである。
しかし、高度経済成長期には、街中のケヤキ並木は日陰になって暗い、落ち葉の清掃が手間など、ケヤキ並木の保護に否定的な意見もあった。例えば、1960年（昭和35年）には「邪魔な天然記念物」という題で、「街中で人に迷惑をかける天然記念物など不要」との投書が『週刊文春』に掲載されている。これら否定的な意見は時代の流れとともに小さくなり、1974年（昭和49年）の市政世論調査では92%の市民が並木の積極保存を望んでいるとの結果を得ている。しかし、宇津木雅一郎が訴えたトラックや都市計画道路の問題は、現代でもケヤキ並木の保護と交通政策との兼ね合いの問題として、解決していないといえる。

### 現代の馬場大門のケヤキ並木
1970年代になると、日本経済の発展により府中市の人口が増加し、府中駅前の再開発の必要性が議論されるようになった。1975年（昭和50年）には馬場大門の南西端部が拡幅され、西馬場が90m延長された。延長部分にはケヤキが植樹され、西側の並木が大國魂神社前まで到達した。1982年（昭和57年）には府中駅南口市街地再開発事業計画が決定される。1993年（平成5年）には京王帝都電鉄が高架化され、1928年（昭和3年）以来、馬場大門を分断していた踏切が解消された。そして、1996年（平成8年）、再開発事業に基づき伊勢丹府中店等が開店すると同時に、馬場大門の南東端部が拡幅され、2列の並木が大国魂神社前に到達した。再開発計画は建物のケヤキ並木側を緩衝地帯とする旨を定めており、近い将来、馬場大門のケヤキ並木周辺にはゆったりとした空間が確保される予定である。2006年（平成18年）時点、府中市は市民の共有財産としてケヤキ並木を管理・保存する方針を固めており、市民が自ら保存管理に参画できるような仕組み作りを目指している。
ケヤキ根際一面にヘデラ類が植栽されているが、これがケヤキに必要な水分浸透を阻害している事がわかった。このために、一部から除去を行いどのような植生が適しているかの作業が行われている。
府中市は「周辺の建築物によって、生育を妨げ、根への阻害や損傷が起きている」として「周辺建築物のセットバックや、樹木への日当たりなど、ルールつくりが必要」としている。
また、「良好な景観形成を重視した美しい風格のあるまちづくりの実現」ケヤキの保護などの為に、けやき並木通りの車両交通規制を実施している。

## 年表
- 111年：現在の大國魂神社が創立される。
- 7世紀ごろ：武蔵国が成立し、現在の府中市に国府が設置される。近代の発掘調査で、大国魂神社のすぐ東側にて国衙跡（門跡、道路跡、溝跡）が発掘されている。
- 645年：現在の大国魂神社が武蔵総社となる。11世紀までに六所を奉祀し「武蔵総社六所宮」と改名。
- 1062年：源頼義・義家父子が前九年の役から凱旋し、苗木1000本を寄進する。
- 1604年：甲州街道が開通する。
- 1606年：徳川家康により六所宮の社殿が造営され（慶長の造営）、境内の北側（甲州街道の北側）に馬場が寄進される。
- 1646年：六所宮が大火に見舞われ、社殿、古記録のほとんどが焼失する。
- 1667年：寛文の造営により六所宮が復興。「土手に植栽した苗木を抜き捨ててはならない」との触れが旧暦4月20日付けで制札に掲げられる。
- 1678年：府中周辺で検地が行われる（延宝検地）。馬場大門の大きさ・寸法が記録される。
- 1815年：樹種、樹高を記録する詳細な調査が行われる。
- 1871年：馬場が上地され、国有地となる。
- 1889年：甲武鉄道（現中央本線）新宿駅 - 立川駅間開通。国分寺駅設置。馬場大門が国分寺道の一部として利用されるようになる。
- 1920年：馬場大門を含む国分寺道が東京府道（現在の東京都道133号小川山府中線）に指定される。
- 1924年：史蹟名勝天然紀念物保存法により、「馬場大門欅並木」として天然紀念物に指定される。
- 1927年：京王電気軌道、府中駅 - 東八王子駅間を改軌。翌1928年、新宿追分駅 - 東八王子駅間の直通運転開始。馬場大門が踏切により分断される。
- 1946年：宇津木雅一郎により「欅並木会」が設立される。
- 1951年10月：台風により最古木と目されていた御神木のケヤキが折れる。この折れ傷を原因としてこの古木は立ち枯れ、のちの1982年に伐採されることになる。
- 1956年：甲州街道のバイパス（現国道20号）が完成。馬場大門がバイパスにより分断される。
- 1954年：北多摩郡府中町が市制施行府中市となる。
- 1956年：府中市の文化財専門委員会が発足し、欅並木会メンバーが合流。馬場大門のケヤキ並木に対する行政による本格的な保護活動が始まる。
- 1964年：国道20号線より南側が、南行きの一方通行となる。
- 1965年：大国魂神社境内のスギが全滅。
- 1974年：市政世論調査により92%の市民がケヤキ並木の積極的保存を望んでいることがわかる。
- 1978年：馬場大門西側南端部の拡幅工事に伴い、西側のケヤキ並木が延長。
- 1982年：最古木と目されていた御神木のケヤキが伐採される。「大国魂神社と馬場大門けやき並木」が新東京百景に選出される。
- 1993年：京王帝都電鉄京王線府中駅の高架化工事が完了し、馬場大門途中の踏切が撤去される。
- 1994年：電線の地下埋設化工事を開始
- 1996年：馬場大門東側南端部の拡幅工事に伴い、東側のケヤキ並木が延長。
- 2002年：「けやき並木グリーン・クリーン大作戦」を宣言し、地元商店街と金融機関との協力により、放置自転車対策など環境美化運動を開始
- 2006年：府中市地区整備推進本部「けやき並木周辺整備担当」を新設。けやき並木の保全とモール化にも取り組む
- 2008年：府中けやき保護計画。建設物高層化と排気ガスで状態が悪化しており、歩行者専用道路化を目指す。
- 2009年：東京都から府中市へ移管される。都道として廃止。
- 2010年：部分的な車両交通規制を実施（歩行者天国を再開）。
- 2012年：南側の一部で工事が行われ、ヘデラ類の伐採と石垣は腰をおろせるように改修された。
- 2017年：上記、第二期工事。
- 2024年12月9日：府中市けやき並木を守り育てる条例が施行[1]。

## 保護政策等の活動一覧
日本国政府
国指定天然記念物
東京都庁
都市づくり政策 景観上重要な歴史的建造物10
東京都都市整備局都市づくり政策部開発企画課 編「第5章 生活拠点の整備 3生活拠点のプロジェクト(5) 京王線府中駅周辺地区（府中市)②大國魂神社・けやき並木周辺地区の景観整備」『多摩の拠点整備基本計画』2009年。
府中市役所
「けやき並木周辺整備担当」設立
けやき並木景観保全事業
愛植物設計事務所 編『国指定天然記念物 馬場大門のケヤキ並木 保護管理計画』府中市教育委員会、2008年2月。

## 脚註
1. 1 2 3 4 5 6  国天然記念物「馬場大門のケヤキ並木」次の100年も府中と共に 市が「守り育てる条例」『毎日新聞』朝刊2024年12月10日（東京面）
2. 1 2 3 4 5  府中市役所：けやき並木周辺整備（2008年4月1日更新）のインターネットアーカイブ
3. 1 2 3 4 5 6 7 8 9 10 11 12 13 14 15 16 17 18 19 20 21 22 23 24 25 26 27 28 29  『国指定天然記念物 馬場大門のケヤキ並木』
4. 1 2 3 4  参考文献『馬場大門欅並木と府中馬市について』
5. ↑  「大門」には「大きな門」との意味の他に「奥まった主屋に到達する道」の意味がある。大門の主屋は大國魂神社である。
6. ↑  『国指定天然記念物馬場大門ケヤキ並木の成立とその保護対策』では1891年（明治24年）に1071本の樹木が確認された記録を示しているが、1071本には「雑木」が756本も含まれているため、参考文献の著者らはこの調査結果をピークとして取り上げていない。
7. 1 2 3 4  『平成17年度 国指定天然記念物「馬場大門のケヤキ並木」保存対策調査 報告書』
8. ↑  浅井建爾『道と路がわかる辞典』（初版）日本実業出版社、2001年11月10日、127頁。ISBN 4-534-03315-X。
9. 1 2 3  『国指定天然記念物馬場大門ケヤキ並木の成立とその保護対策』
10. ↑  愛植物設計事務所『国指定天然記念物 馬場大門のケヤキ並木 保護管理計画』府中市教育委員会、2008年2月、552頁。
11. 1 2  参考文献『ケヤキ御神木の保存に関する研究』による。
12. ↑  水帳とは検地帳の別称である。
13. ↑  府中市 2008, pp. 28, 31–32
14. ↑  府中市 2008, p. 23
15. ↑  「府中市開発事業まちづくり配慮指針」
16. ↑  東京都都市整備局：都市づくり政策 景観上重要な歴史的建造物 詳細10（インターネットアーカイブ）
17. ↑  府中市総合計画 けやき並木景観保全事業、平成15年度事務事業評価第4章（2010年8月1日アーカイブ） - 国立国会図書館Web Archiving Projectより